# Decani

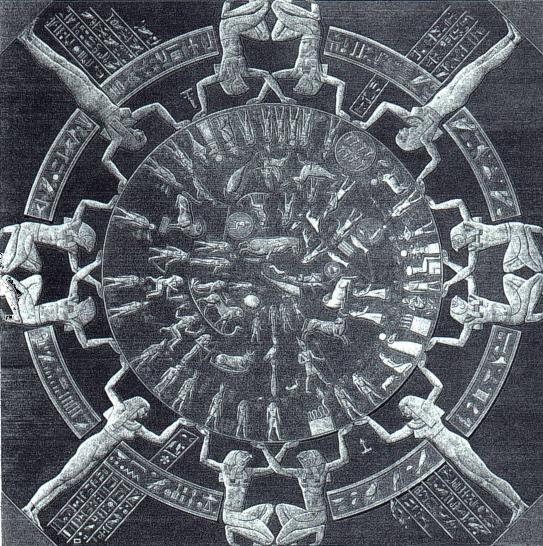
Lo zodiaco egizio, con 12 segni e 36 decani (Parigi, Museo del Louvre).

I decani sono 36 stelle del cielo a cui era associata un'ora della notte, alternandosi a seconda del periodo dell'anno.
L'osservazione di queste stelle fu introdotta dagli antichi Egizi per conteggiare le ore della notte. Poiché i giorni dell'anno venivano suddivisi in 36 decadi, cioè in 36 periodi di 10 giorni ciascuno, ogni decade era associata a un gruppo di dodici stelle o costellazioni notturne (paranatellonta), che si alternavano col passare del tempo.
Il loro uso passò ad assumere un significato astrologico durante l'età tolemaica, quando i decani furono identificati con le tre suddivisioni di ciascuno dei dodici segni zodiacali, per un totale di 36 porzioni dello zodiaco.

## I decani egizi

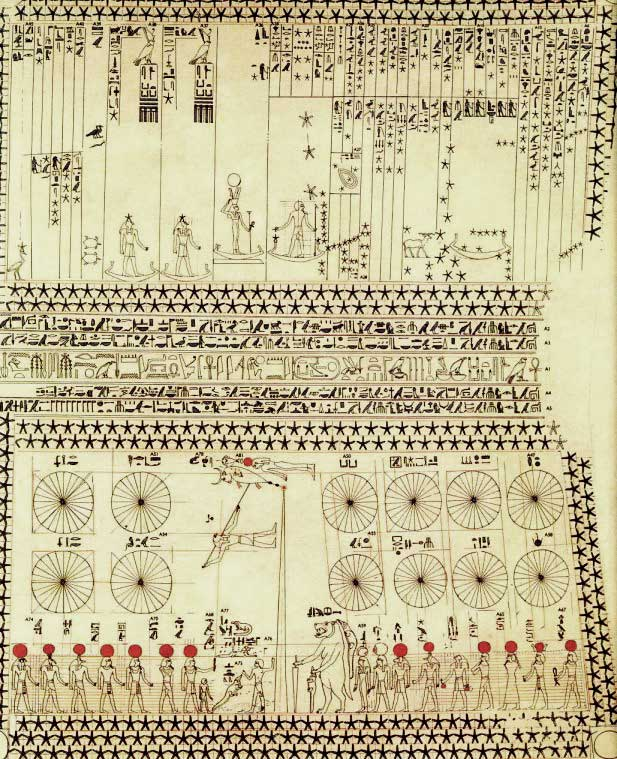
Soffitto astronomico della tomba di Senemut, che mostra numerosi decani e rappresentazioni personificate di stelle e costellazioni.

Le stelle dei decani si trovavano nella fascia di cielo a sud dell'eclittica e consentivano il conteggio del tempo scandito in 40 minuti prima della levata della stella successiva.
Non si ha certezza su quali fossero precisamente le stelle appartenenti ai decani. Si sa solo che la stella Sirio ne faceva parte.
La ripartizione decanale è antichissima e troviamo le sue tracce in tutte le antiche civiltà e religioni del mondo. Sempre presenti nelle raffigurazioni della cultura egizia, i decani venivano da loro definiti come «i reggitori del mondo» (kosmokratores) e considerati i «dispositori» degli Dei, avendo il potere di determinare gli eventi. 
Presso l'astrologia indù erano chiamati invece drikan.
La presenza dei decani la si ritrova nella corrente ellenistica dell'ermetismo, che li descrive come una forza viva e operante:
(Ermete Trismegisto, Kore Kosmou, scritti teologico-filosofici, in Discorsi di Ermete a Tat, estratto VI, Milano, Mimesis, 1989)

## I decani in astrologia

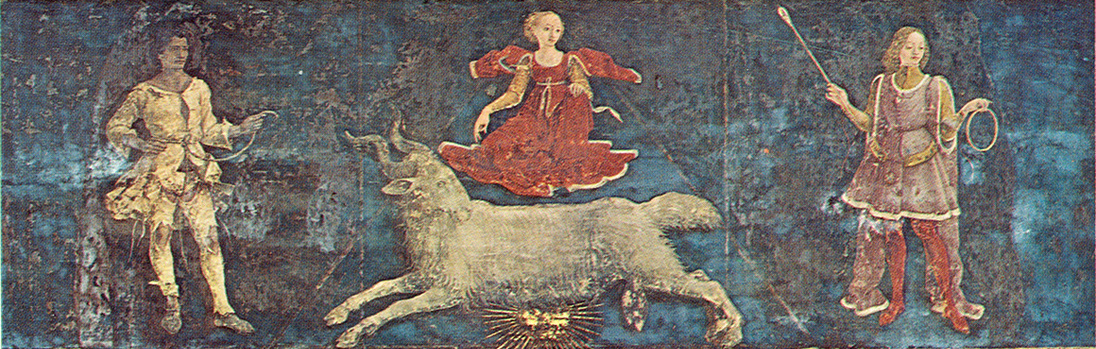
I tre Decani di Marzo raffigurati nel Salone dei Mesi di palazzo Schifanoia a Ferrara

Essendo anche una ripartizione della sfera celeste, ciascun decano contiene in sé un certo numero di corpi che, in relazione allo spostarsi di un grado ogni 72 anni del firmamento a causa del meccanismo della precessione degli equinozi, era pertanto assoggettato allo stesso movimento.
Originariamente posti in relazione con le trentasei decadi di un anno solare, ognuna delle quali, escludendo i cinque giorni aggiuntivi detti «epagomeni», era associata all'apparire di propri specifici astri notturni in una sorta di orologio stellare, i decani passarono a rappresentare, in astrologia, un suddivisione della sfera celeste in 36 porzioni, fatte a spicchio ma indipendenti dalle costellazioni, ciascuna delle quali raggiunge la sua ampiezza massima all'equatore celeste, con un'apertura di 10°.
Essendo ciascun segno dello zodiaco uguale a 30 gradi, per un totale complessivo di 360°, i decani furono identificati in particolare con suddivisioni di pari lunghezza, cioè 10°, dell'eclittica solare, ovvero la cintura celeste su cui transitano i pianeti e corrispondente al cerchio zodiacale detto «tropicale», quello basato sul ciclo delle stagioni anziché sulle costellazioni astronomiche soggette alla precessione.
Caduti in disuso durante il Medioevo, l'iconografia dei decani riprese vigore nel Rinascimento.
(Frances Amelia Yates, Giordano Bruno e la tradizione ermetica, pag. 61, Bari, Laterza, 1985)

### Dignità planetarie

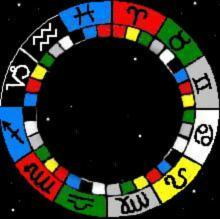
Segni dello zodiaco, ognuno dei quali diviso in tre parti dette «decani», evidenziati in diversi colori a seconda del pianeta a cui sono assoggettati: nero per Saturno, blu per Giove, rosso per Marte, giallo per il Sole, verde per Venere, grigio per Mercurio, e bianco per la Luna.

I decani nell'astrologia occidentale costituiscono tradizionalmente una delle cinque dignità essenziali, o posizioni di forza, in cui possono trovarsi i pianeti. A partire dai sistemi medievali di astrologia i decani sono considerati una dignità minore, ed anzi la meno importante di tutte.
Vi sono tre tipologie di assegnazione di un pianeta ad un decano, la più utilizzata in Occidente è quella esposta da Giulio Firmico Materno nel suo trattato Matheseos libri octo del IV secolo, e già adottata dalle precedenti tradizioni persiane e greche. Essa suddivide i vari segni dello zodiaco in tre segmenti o «facce» di 10 gradi ciascuno, attribuendo quest'ultimi alla signoria di uno dei pianeti ordinati secondo la «sequenza caldaica», cioè procedendo secondo la successione Saturno, Giove, Marte, Sole, Venere, Mercurio, Luna, ma a cominciare da Marte come sovrano del primo decano dell'Ariete.
| Segno      | Primo Decano (0–10 gradi) | Secondo Decano (10–20 gradi) | Terzo Decano (20–30 gradi) |
| ---------- | ------------------------- | ---------------------------- | -------------------------- |
| Ariete     | Marte                     | Sole                         | Venere                     |
| Toro       | Mercurio                  | Luna                         | Saturno                    |
| Gemelli    | Giove                     | Marte                        | Sole                       |
| Cancro     | Venere                    | Mercurio                     | Luna                       |
| Leone      | Saturno                   | Giove                        | Marte                      |
| Vergine    | Sole                      | Venere                       | Mercurio                   |
| Bilancia   | Luna                      | Saturno                      | Giove                      |
| Scorpione  | Marte                     | Sole                         | Venere                     |
| Sagittario | Mercurio                  | Luna                         | Saturno                    |
| Capricorno | Giove                     | Marte                        | Sole                       |
| Aquario    | Venere                    | Mercurio                     | Luna                       |
| Pesci      | Saturno                   | Giove                        | Marte                      |

Un altro sistema più antico assegna invece i tre decani di ciascun segno ai pianeti domiciliati nella triplicità corrispondente al suo elemento.
Vi è infine un terzo sistema risalente all'astrologo romano Marco Manilio, che nel suo Astronomicon (libro IV, vv. 310–362) suddivide ogni segno zodiacale in tre ulteriori sotto-segni, assegnati in sequenza secondo l'ordine tradizionale, a partire dall'Ariete i cui decani saranno Ariete, Toro e Gemelli, a seguire il Toro con i suoi decani Cancro, Leone e Vergine, e così via. In tal modo diventa possibile associare i vari segni di questo micro-zodiaco ai pianeti in essi domiciliati.